# Air France
Air France és la principal aerolínia de França. La seva base principal és l'Aeroport de París-Charles de Gaulle, amb el qual manté un gran nombre d'acords operatius i duu a terme vols als aeroports més importants de França i una multitud d'aeroports a l'estranger. L'empresa forma part del grup Air France-KLM i fou un dels fundadors de l'aliança SkyTeam. Air France té el certificat IOSA de l'Associació Internacional del Transport Aeri (IATA).

## Història
Fou fundada el 7 d'octubre del 1933 amb la compra per part de la Société pour l'Exploitation de Lignes Aériennes, formada per la fusió de quatre companyies franceses (Air Orient, Aéropostale, Sociétè Générale des Transports Aériens i CFRNA), de la Compagnie Générale Aérospatiale, que es trobava en fallida. Amb aquesta compra va adquirir 259 avions de 35 models diferents. Després de la Segona Guerra Mundial va ser nacionalitzada i l'1 de gener de 1948, mitjançant un decret del parlament francès, es va formar la Société Nationale Air France.
La seva activitat se centra en el transport de passatgers, el transport de mercaderies i el manteniment d'avions.

## Flota
La flota d'Air France inclou els següents avions a data de febrer del 2019:
| Transport de passatgers  | Transport de passatgers | Transport de passatgers | Transport de passatgers | Transport de passatgers | Transport de passatgers | Transport de passatgers | Transport de passatgers | Transport de passatgers |
| Avions                   | En servei               | Comandes                | Passatgers              | Passatgers              | Passatgers              | Passatgers              | Passatgers              | Notes |
| Avions                   | En servei               | Comandes                | F                       | J                       | W                       | Y                       | Total                   | Notes |
| ------------------------ | ----------------------- | ----------------------- | ----------------------- | ----------------------- | ----------------------- | ----------------------- | ----------------------- | --- |
| Airbus A318-100          | 18                      | —                       | —                       | —                       | —                       | 131                     | 131                     | |
| Airbus A319-100          | 35                      | —                       | —                       | —                       | —                       | 142                     | 142                     | |
| Airbus A319-100          | 35                      | —                       | —                       | —                       | —                       | 143                     | 143                     | |
| Airbus A320-200          | 38                      | 9                       | —                       | 14                      | —                       | 144                     | 168                     | Dos amb els colors de SkyTeam Vuit avions pendents de retorn de Joon abans de finals del 2019.                                |
| Airbus A320-200          | 38                      | 9                       | —                       | —                       | —                       | 174                     | 174                     | Dos amb els colors de SkyTeam Vuit avions pendents de retorn de Joon abans de finals del 2019.                                |
| Airbus A320-200          | 38                      | 9                       | —                       | —                       | —                       | 178                     | 178                     | Dos amb els colors de SkyTeam Vuit avions pendents de retorn de Joon abans de finals del 2019.                                |
| Airbus A321-100          | 5                       | —                       | —                       | —                       | —                       | 212                     | 212                     | Provinents d'Air Inter. |
| Airbus A321-200          | 10                      | 5                       | —                       | —                       | —                       | 200                     | 200                     | Un amb els colors de SkyTeam Cinc avions pendents de retorn de Joon abans de finals del 2019.                                 |
| Airbus A321-200          | 10                      | 5                       | —                       | —                       | —                       | 212                     | 212                     | Un amb els colors de SkyTeam Cinc avions pendents de retorn de Joon abans de finals del 2019.                                 |
| Airbus A330-200          | 15                      | —                       | —                       | 40                      | 21                      | 147                     | 208                     | Pendents de modificació a una configuració de 224 seients abans del 2020.                                                     |
| Airbus A330-200          | 15                      | —                       | —                       | 36                      | 21                      | 167                     | 224                     | |
| Airbus A340-300          | 2                       | —                       | —                       | 30                      | 21                      | 224                     | 275                     | Retirada prevista a finals del 2019 i substitució per Boeing 787-9 i Airbus A350-900                                          |
| Airbus A350-900          | —                       | 21                      | —                       | 34                      | 24                      | 266                     | 324                     | Entrada en servei el 2019 per substituir Airbus A340-300 i els Boeing 777-200ER més vells                                     |
| Airbus A380-800          | 10                      | —                       | 9                       | 80                      | 38                      | 389                     | 516                     | Pendent de reducció a cinc avions entre el 2019 i el 2021 amb una renovació de cabina a partir del 2020 per a aquests avions. |
| Boeing 777-200ER         | 25                      | —                       | —                       | 40                      | 24                      | 216                     | 280                     | |
| Boeing 777-200ER         | 25                      | —                       | —                       | 28                      | 24                      | 260                     | 312                     | |
| Boeing 777-300ER         | 43                      | —                       | 4                       | 58                      | 28                      | 206                     | 296                     | Client de llançament Tres amb els colors de SkyTeam                                                                           |
| Boeing 777-300ER         | 43                      | —                       | —                       | 42                      | 24                      | 315                     | 381                     | Client de llançament Tres amb els colors de SkyTeam                                                                           |
| Boeing 777-300ER         | 43                      | —                       | —                       | 14                      | 32                      | 422                     | 468                     | Client de llançament Tres amb els colors de SkyTeam                                                                           |
| Boeing 787-9             | 7                       | 11                      | —                       | 30                      | 21                      | 225                     | 276                     | Lliuraments fins al 2024 |
| Transport de mercaderies |                         |                         |                         |                         |                         |                         |                         | |
| Boeing 777F              | 2                       | —                       | Càrrega                 | Càrrega                 | Càrrega                 | Càrrega                 | Càrrega                 | Client de llançament |
| Total                    | 210                     | 46                      |                         |                         |                         |                         |                         | |